# Aiteta
Aiteta är ett släkte av fjärilar. Aiteta ingår i familjen trågspinnare.

## Dottertaxa tillAiteta, i alfabetisk ordning[1]
- Aiteta acutipennis
- Aiteta albicosta
- Aiteta albignesia
- Aiteta albimacula
- Aiteta albotessellata
- Aiteta analoga
- Aiteta angustipennis
- Aiteta apicibrunnea
- Aiteta apriformis
- Aiteta brooksi
- Aiteta costiplaga
- Aiteta cucullioides
- Aiteta curvilinea
- Aiteta damnipennis
- Aiteta deminutiva
- Aiteta elaina
- Aiteta escalerai
- Aiteta fumata
- Aiteta gamma
- Aiteta griseomixta
- Aiteta hampsoni
- Aiteta iridias
- Aiteta meterythra
- Aiteta musculina
- Aiteta olivana
- Aiteta paralella
- Aiteta pulcherrima
- Aiteta rufula
- Aiteta schaeferi
- Aiteta scripta
- Aiteta spatulata
- Aiteta subflava
- Aiteta subparalella
- Aiteta teretimacula
- Aiteta thermistis
- Aiteta trigoniphora
- Aiteta truncata
- Aiteta veluta